# Benzanthron
Benzanthron ist ein polycyclischer aromatischer Kohlenwasserstoff aus der Klasse der Ketone. Die Verbindung ist ein Vorprodukt zur Herstellung von Küpenfarbstoffen.

## Darstellung
Eine wichtige Reaktion zur Darstellung annelierter Anthrachinonfarbstoffe ist die Scholl-Reaktion. Ausgehend von 1-Naphthylphenylketon erhält man mit AlCl3 und Spuren von Wasser nach einer Protonierung der Ausgangsverbindung und einer anschließenden intramolekularen elektrophilen  aromatischen Substitution eine Enol-Zwischenstufe, die anschließend unter Wasserabspaltung zu Benzanthron oxidiert wird.
Die industrielle Herstellung von Benzanthron geht von Anthrachinon aus. Dabei werden wie bei der Skraup-Synthese Anthrachinon und Glycerin in konzentrierter Schwefelsäure und Gegenwart von elementarem Eisen umgesetzt. Unter diesen Bedingungen wird Anthrachinon zum Anthracen-9(10H)-on reduziert und Glycerin zu Acrolein dehydratisiert. Acrolein setzt sich mit dem reduzierten Anthrachinon zu einer Aldehyd-Zwischenstufe um, die im Sinne einer Friedel-Crafts-Alkylierung intramolekular cyclisiert. Das entstandene Dihydrobenzanthron wird dann abschließend zum Benzanthron oxidiert.
Benzanthron ist die Ausgangsverbindung für verschiedene Küpenfarbstoffe aus der Klasse der Carbonylfarbstoffe, beispielsweise Violanthron.